# 钱德勒·麦克丹尼尔
钱德勒·布鲁·伊西普·麦克丹尼尔（英語：Chandler Blue Isip McDaniel；1998年2月4日—），菲律宾和美国女子足球运动员，司职前锋，目前效力于公马内湖足球俱乐部和菲律宾国家女子足球队。她曾代表菲律宾参加2022年亚足联女子亚洲杯和2023年国际足联女子世界杯等多场国际赛事。